# Hajdú Volán
Hajdú Volán ([ˈhɒjduː ˈvolaːn]) est une compagnie de bus d'État desservant Debrecen et le comitat de Hajdú-Bihar. En janvier 2015, elle fusionne dans le ÉMKK (Észak-magyarországi Közlekedési Központ). 
En 1986, l'entreprise est la première en Hongrie à utiliser des bus fonctionnant au gaz. À ses débuts, la compagnie utilise des bus LPG et CNG. 
En 2007, l'entreprise s'équipe de bus polonais Solaris, qui sont ensuite transférés à d’autres compagnies en 2009, lorsque Hajdú Volán cesse de desservir Debrecen. 